# نبردناو آندریا دوریا
نبردناو آندریا دوریا (به انگلیسی: Italian battleship Andrea Doria) یک کشتی بود که طول آن ۱۷۶ متر (۵۷۷ فوت) بود. این کشتی در سال ۱۹۱۳ ساخته شد.